# Demetris Demetriou
Demetris Demetriou (en griego: Δημήτρης Δημητρίου; Lárnaca, 15 de enero de 1999) es un futbolista chipriota que juega en la demarcación de portero para el Apollon Limassol FC de la Primera División de Chipre.

## Selección nacional
Tras jugar con la selección de fútbol sub-17 de Chipre, la sub-19 y la sub-21, finalmente hizo su debut con la selección absoluta el 13 de octubre de 2020 en un partido de la Liga de las Naciones de la UEFA contra Azerbaiyán que finalizó con un resultado de empate a cero.

## Clubes
| Club                 | País   | Año       | Partidos | Goles |
| -------------------- | ------ | --------- | -------- | ----- |
| Anorthosis Famagusta | Chipre | 2016-2019 | 21       | 0     |
| Apollon Limassol FC  | Chipre | 2019-     | 53       | 0     |

## Palmarés

### Títulos nacionales
| Título                     | Club             | País   | Año  |
| -------------------------- | ---------------- | ------ | ---- |
| Primera División de Chipre | Apollon Limassol | Chipre | 2022 |
| Supercopa de Chipre        | Apollon Limassol | Chipre | 2022 |